# Драган Танчић
Драган Танчић (Београд, 22. априла 1962) српски је редовни професор, виши научни сарадник и директор Института за српску културу Приштина.

## Биографија
Рођен је 22. априла 1962. у Београду. Дипломирао је на Факултету политичких наука Универзитета у Београду 1985, магистрирао са темом „Концептуализација истраживања у политичким наукама” 2006. и докторирао са темом „Историјски метод у истраживању политичких појава” 2009. године. Од 2010. је стално запослен на научном Институту за српску културу Приштина са привременим седиштем у Лепосавићу, чији је данас директор.
Учествовао је у пројектима „Политичка пропаганда у СФРЈ” за који је добио универзитетску награду „Светозар Марковић” 1983, „Одбрана СРЈ од агресије НАТО” који је био потпројекат „Дневни листови у СРЈ о НАТО агресији у периоду бомбардовања” 2002, „Материјална и духовна култура Косова и Метохије” Министарства просвете Републике Србије 2010—2015. и „Млади у фокусу, анализа положаја младих незапослених лица, потреба тржишта рада и мера за подстицање запошљавања младих у Општини Врњачка Бања” 2015. Учествовао је на Београдском сајму књига 26. октобра 2022. у Сали Канцеларије за Косово и Метохију Републике Србије. Звање у професури му је редовни професор, а научно звање научни сарадник.